# 解元 (宋朝)
解元（1089年—1142年），字善长，南宋保安军德靖砦（今陕西省志丹县西南）人。
解元行伍出身，善骑射，为清涧都虞候。建炎三年（1129年），苗傅、刘正彦之乱，解元跟随韩世忠追击，在浦城擒获刘正彦，擢为偏将。建炎四年春，跟随浙西制置使韩世忠堵截金朝大将完颜宗弼主力有功，升任为忠州团练使、前军统制。又屡建奇功。绍兴四年（1134年）冬，守承州，金、伪齐合兵从楚州前来进犯，他迎击金军，设伏获胜，智擒金将。任同州观察使，不久授保顺军承宣使。后随韩世忠围淮阳军，在沂州郯城县败金军，加龙神卫四厢都指挥使。绍兴十年（1140年），代领韩世忠军，为镇江府驻扎御前诸军都统制。绍兴十二年（1142年），进侍卫亲军马步军都虞候、保信军节度使。去世后，赠检校少保。